# Emlen Peaks
Emlen Peaks är en bergstopp i Antarktis. Den ligger i Östantarktis. Nya Zeeland gör anspråk på området. Toppen på Emlen Peaks är 1 776 meter över havet.
Terrängen runt Emlen Peaks är kuperad åt nordväst, men åt sydost är den platt. Trakten är obefolkad. Det finns inga samhällen i närheten. 